# فرضية التدهور العثماني
تشير فرضية التدهور العثماني (بالتركية: Osmanlı Gerileme Tezi)‏ أو نموذج الانهيار العثماني إلى رواية تاريخية مندثرة لعبت ذات يوم دورًا مسيطرًا في دراسة تاريخ الدولة العثمانية. وفقًا لفرضية التدهور، بعد العصر الذهبي المرتبط بحكم السلطان سليمان القانوني (حكم خلال 1520 - 1566)، دخلت الإمبراطورية تدريجيًا فترةً من الركود والانحدار الشاملين لم تتعافَ منها مطلقًا، واستمرت حتى نهاية الدولة العثمانية عام 1923. استُخدمت هذه الفرضية خلال معظم فترات القرن العشرين أساسًا لفهم التاريخ العثماني في تركيا الجمهورية والغربية. على أي حال، بحلول عام 1978، بدأ المؤرخون يعيدون النظر في الافتراضات الرئيسية لفرضية التدهور.
بعد نشر دراسات جديدة عديدة في ثمانينيات وتسعينيات القرن العشرين، والعقد الأول من القرن الواحد والعشرين، وبعد إعادة النظر في التاريخ العثماني عن طريق استخدام مصادر ومنهجيات لم تُستثمر من قبل، أجمع مؤرخو الدولة العثمانية على أن فكرة التدهور العثماني برمتها كانت عبارة عن أسطورة وخرافة؛ لأن الدولة العثمانية لم تتراجع أو تتدهور في الواقع، لكنها بقيت دولة نشيطة وديناميكية فترة طويلة بعد وفاة سليمان القانوني. انتُقدت فرضية التدهور لكونها «غائية»، و«متقهقرة»، و«استشراقية»، و«بسيطة»، و«أحادية البعد»، ووُصفت بأنها «مفهوم لا مكان له في التحليل التاريخي». من ثمّ، «لم يكلف الباحثون أنفسهم عناء مناقشتها».
على الرغم من هذه النقلة النوعية بين المؤرخين المحترفين، حافظت فرضية الانهيار على وجود قوي في التاريخ الشعبي، بالإضافة إلى التاريخ الأكاديمي الذي كتبه باحثون غير متخصصين في الدولة العثمانية. يعود سبب ذلك في بعض الحالات إلى اعتماد غير المختصين المستمر على الأعمال القديمة والمفضوحة، وإلى اهتمامات سياسية معينة تستفيد من التخليد المستمر لرواية الانهيار.

## أصل فرضية الانهيار

### في الدولة العثمانية

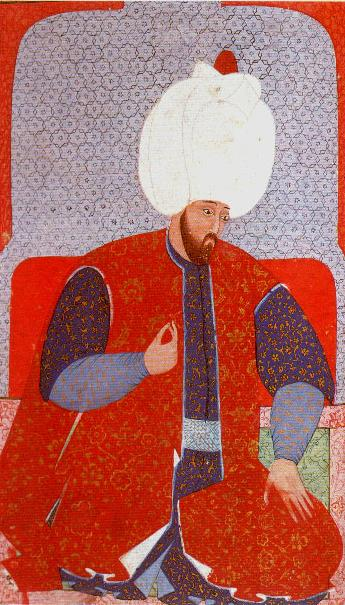
سليمان القانوني

ظهرت أولى بوادر انهيار الدولة العثمانية لدى المثقفين العثمانيين أنفسهم. ظهر الصنف الأدبي الذي يُعرف باسم نصيحة الملوك (بالإنجليزية: nqasihatname)‏ قبل ذلك بكثير، لكنه انتشر بشكل كبير في القرن السابع عشر. كان هذا الصنف يتمتع بتاريخ طويل، إذ أنه ظهر في الإمبراطوريات المسلمة السابقة، مثل البيت السلجوقي والدولة العباسية. عُني أدب نصيحة الملوك بشكل رئيسي بالنظام والفوضى في الدولة والمجتمع، وصور الحاكم على أنه تجسيد للعدالة، وواجبه أن يحقق العدالة لرعاياه. عادةً عُبِّر عن ذلك عن طريق مفهوم دائرة العدل (بالتركية العثمانية: dāʾire-i ʿadlīye)‏. يتيح تقديم الحاكم العدالة إلى رعاياه في هذا المفهوم الازدهار، ما يعزز قوة الحاكم في المقابل. في حال توقف ذلك، سيتوقف المجتمع عن العمل بالشكل الصحيح.
من ثمّ، وصف العديد من الكتّاب العثمانيين الذين ألفوا هذا الصنف الأدبي، مثل مصطفى علي، فترة حكم سليمان القانوني على أنه التجلي الأمثل لنظام العدالة هذا، وطرحوا فكرة أن الإمبراطورية تدهورت بعيدًا عن المعايير الذهبية منذ ذلك الحين. اعتبر هؤلاء الكتّاب التغيرات التي خضعت لها الإمبراطورية فسادًا سلبيًا متأصلًا لماضي سليماني مثالي. على أي حال، من المعروف في وقتنا هذا أنه بدلًا من وصف الواقع الموضوعي ببساطة، كانوا يستخدمون هذا الصنف الأدبي في فترة الانهيار لإشاعة اعتراضاتهم الشخصية. على سبيل المثال، كان اعتقاد مصطفى علي بأن الإمبراطورية تتدهور مدفوعًا بشكل كبير بإحباطه بسبب فشله في الحصول على ترقيات وعلى رعاية البلاط. من الممكن أن يكون الهدف الرئيسي لمؤلفي هذا الصنف الأدبي حينئذ ببساطة هو حماية حالاتهم الشخصية أو الطبقية في عالم سريع التغير.

### في أوروبا الغربية
لم يدخل مفهوم الانهيار العثماني الشامل التاريخ الغربي حتى أوائل القرن التاسع عشر، إذ ظهر في أعمال مؤرخين مثل جوزيف فون هامر-برجشتال الذي كان يجيد اللغة التركية العثمانية، وتبنى الفكرة مباشرة من مؤلفي صنف نصيحة الملوك. بالتالي، اعتُبر الانهيار الداخلي وسيلة ملائمة لتفسير الهزائم العسكرية العثمانية الخارجية، وأعطت تبريرًا للإمبريالية الأوروبية أيضًا. بالتالي، استُخدمت فكرة انهيار الحضارة الإسلامية/العثمانية لإبراز محاسن الحضارة الغربية، إذ يتعارض العثمانيون «الفاسدون» مع الغرب «الديناميكي». عادة ما كان الإسلام (كونه فئة حضارية شاملة) يُصوَّر على أنه نقيض للغرب، ففي حين قدرت المجتمعات الغربية الحرية، والعقلانية، والتقدم، قدّر الإسلام العبودية، والخرافات، والجمود. كانت هذه التصورات طاغية في منتصف القرن العشرين في أعمال هاملتون غيب، وهارولد بوين، وبرنارد لويس، الذين التزموا بالمفهوم الحضاري للانهيار الإسلامي، بينما عدلوه في النموذج الاجتماعي لنظرية التحديث. تعرضت وجهات النظر هذه لانتقادات متزايدة لأن المؤرخين بدأوا يعيدون النظر في افتراضاتهم الرئيسية حول التاريخ الإسلامي والعثماني، خصوصًا بعد نشر كتاب الاستشراق لإدوارد سعيد عام 1978.

## نقد الفرضية

### السياسي
عند إعادة النظر في فكرة الانهيار السياسي في الدولة العثمانية، عاين المؤرخون في البداية النصوص المكتوبة وفقًا لصنف نصيحة الملوك الأدبي الذي كان حجر الزاوية في فرضية الانهيار. أشار العديد من الباحثين، من أبرزهم دوغلاس هوارد ورفعت علي أبو الحاج، إلى أن انتقادات هؤلاء الكتّاب العثمانيين للمجتمع المعاصر لم تكن متأثرة بتحيزاتهم الخاصة، وانتقدوا مؤرخين سابقين بسبب اعتمادهم على ظاهر الأمور دون إجراء تحليل نقدي. بالإضافة إلى ذلك، كانت «الشكوى من الأوقات» مجازًا رائجًا في المجتمع العثماني، ووُجد هذا المجاز أيضًا خلال الفترة المدعوة «بالعصر الذهبي» لسليمان القانوني. بالنسبة إلى المؤلفين العثمانيين، كان «التدهور» مجازًا أتاح لهم الحكم على الدول والمجتمع المعاصر، بدلًا من وصف الواقع الموضوعي. بالتالي، لا يجب اعتبار هذه الأعمال دليلًا على انهيار عثماني حقيقي.

### العسكري
كان ضعف الجيش العثماني في الفترة التي تلت حكم السلطان سليمان أحد أكثر المزاعم التي تدعم فرضية الانهيار ثباتًا. من المفترض أن الجيش الانكشاري أصبح فاسدًا نظرًا لحصول أفراده على مزايا متزايدة، إذ أنهم حصلوا على حق الزواج، وإنجاب الأطفال، وتسجيلهم في الفيلق. بدلًا من المحافظة على الانضباط العسكري الصارم، بدأوا يمتهنون التجارة والبيع لزيادة دخلهم، بالتالي فقدوا قدرتهم العسكرية. على أي حال، من الواضح الآن أن مشاركة الانكشاريين في الاقتصاد لم تقتصر على الفترة التي تلت حكم السلطان سليمان. شارك الانكشاريين في التجارة منذ القرن الخامس عشر، دون أن يكون لذلك أي تأثير واضح على قدراتهم العسكرية. بالإضافة إلى ذلك، بعيدًا عن كونهم غير فاعلين عسكريًا، استمرت الانكشارية في كونها واحدة من أكثر القوى ابتكارًا في أوروبا، إذ أنها قدمت تقنية الوابل إلى جانب معظم الجيوش الأوروبية وعلى الأرجح قبلها بكثير.